# Alpes del Mont Blanc

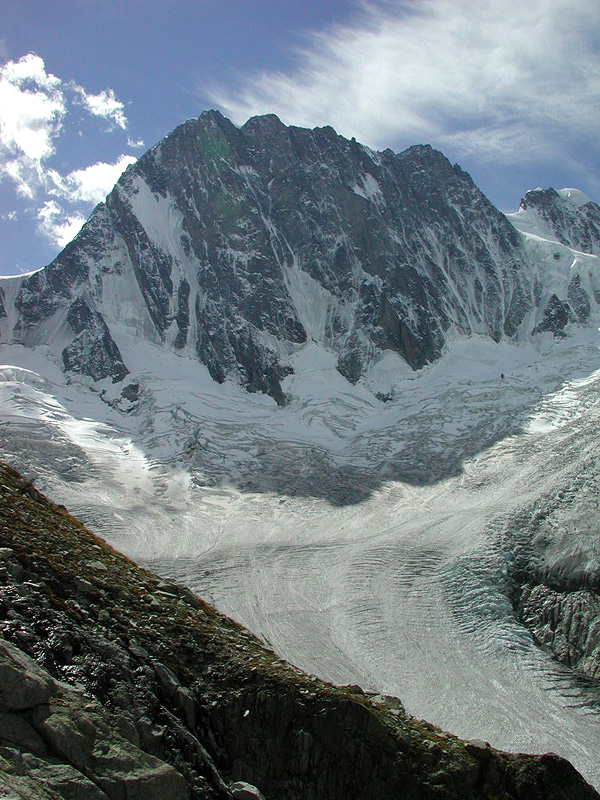
Les Grandes Jorasses

Los Alpes del Mont Blanc (o Cadena del Mont Blanc) son una subsección de los Alpes grayos en los Alpes occidentales. Los Alpes del Mont Blanc están formados principalmente por el macizo del Mont Blanc.

## Generalidades
Por su majestuosidad y belleza son considerados unánimemente el emblema de los Alpes mismos. Agrupan cuarenta cimas que superan los cuatro mil metros, con un tercio de la superficie y una cota no inferior a los tres mil metros: sus cimas son las más altas de todo el arco alpino. 
Se extienden sobre tres países: Italia, Francia y Suiza, sobre una cadena de montañas que tiene 30 km de longitud y 15 km de anchura, con una superficie de alrededor de 400 km².
Sobre las montañas que la componen, las acciones de los agentes erosivos han formado en el tiempo aristas agudas y una de las más vastas zonas alpinas recubiertas de hielo: sus glaciares, en total 101, ocupan una superficie de 177,69 km². 
Los puertos de montaña que los rodean están unidos entre sí a través del túnel del Mont Blanc y de tres principales pasos alpinos: el col del Pequeño San Bernardo al sudoeste, el Colle des Montets al noreste y el paso del col Ferret al este. 
Los lugares habitados se encuentran por debajo de los 2800 m, mientras que son raros y difíciles los pasos, el más bajo es el colle del Gigante con 3359 m.

## Delimitaciones geográficas
La cadena del Mont Blanc está rodeada de algunos grandes valles:
- el Valle del Arve al noroeste;
- el Valle Montjoie al oeste;
- el Valle Veny y el Valle Ferret (parte italiana) al sur y sudeste;
- el Valle Ferret (parte suiza) al este.

Las montañas que componen esta cadena, a diferencia de otras cadenas montañosas en los Alpes, son muy diferentes entre sí. El valle del Arve, el Valle Veny y el Valle Ferret constituyen un límite natural tanto al este como al oeste; tal demarcación continúa a lo largo del valle de Entremont al este y al oeste y separa la cadena misma de los Alpes peninos. 
Menos distintivos son los límites orientales: el valle Veny termina cerca del Col della Seigne, los límites naturales siguen el valle alto de los glaciares, luego se orientan en dirección a Chapieux, prosiguiendo aún hacia el colle del Bonhomme, y al final hacia el Contamines, donde se unen con el valle del Arve en las cercanías de Saint-Gervais-les-Bains. Las dos vertientes principales son totalmente diferentes: hacia el valle del Arve, las laderas bajan lentamente, y a lo largo de los flancos se pueden admirar inmensos y brillantes glaciares, crestas y pináculos en las cumbres. En el valle Veny y en el valle Ferret, se admiran panoramas impresionantes aún salvajes, paredes rocosas con desniveles que llegan hasta el fondo del valle, talladas por profundos canales sobre los que descienden los arroyos de hielo.

## Clasificación y subdivisión

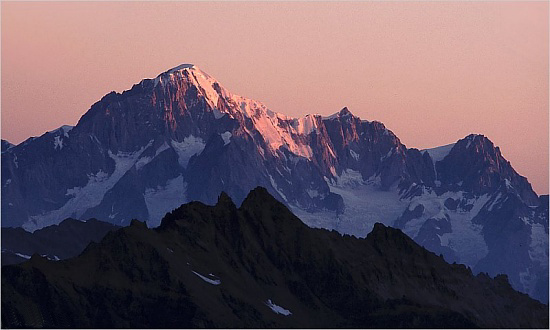
Desde la vertiente italiana: El Mont Blanc, el Mont Maudit, el Mont Blanc du Tacul.

Según la Partición de los Alpes del año 1926 los Alpes grayos incluían el Grupo del Mont Blanc (llamado más simplemente Macizo del Mont Blanc).
Según la SOIUSA, los Alpes del Mont Blanc son una subsección alpina con la siguiente clasificación:
- Parte grande = Alpes occidentales
- Gran sector = Alpes del noroeste
- Sección = Alpes grayos
- Subsección = Alpes del Monte Bianco
- Código = I/B-7.V

La SOIUSA individualiza la siguiente subdivisión de los Alpes del Mont Blanc en supergrupos, grupos y subgrupos:
- Macizo de Trélatête (A)
  - Cadena Trélatête-Dômes de Miage (A.1)
    - Grupo de las Aiguilles de Trélatête (A.1.a)
    - Grupo del Mont Tondu (A.1.b)
    - Grupo de los Dômes de Miage (A.1.c)
- Macizo del Mont Blanc (B)
  - Grupo del Mont Blanc (B.2)
    - Grupo Bionnassay-Gouter (B.2.a)
    - Mont Blanc (B.2.b)
    - Contrafuertes italianos del Mont Blanc (B.2.c)
    - Grupo del Mont Maudit (B.2.d)
    - Grupo del Mont Blanc du Tacul (B.2.e)
    - Grupo de la Tour Ronde (B.2.f)

  - Cadena de las Agujas de Chamonix (B.3)
    - Grupo de la Aiguille du Midi (B.3.a)
    - Grupo de la Aiguille du Plan (B.3.b)
    - Grupo de la Aiguille de Blaitière (B.3.c)
    - Grupo Charmoz-Grépon (B.3.d)

  - Cadena Rochefort-Grandes Jorasses-Leschaux (B.4)
    - Grupo de Rochefort (B.4.a)
    - Grupo de las Grandes Jorasses (B.4.b)
    - Grupo de Leschaux (B.4.c)

  - Cadena de la Aiguille Verte (B.5)
    - Grupo de Triolet (B.5.a)
    - Cadena Driotes-Courtes (B.5.b)
    - Grupo Aiguille Verte-Aiguilles du Dru (B.5.c)
    - Costiera del Moine (B.5.d)
- Macizo Dolent-Argentière-Trient (C)
  - Cadena Dolent-Tour Noir-Argentière (C.6)
    - Grupo del Dolent (C.6.a)
    - Grupo Tour Noir-Darrey (C.6.b)
    - Grupo de Argentière (C.6.c)
    - Costiera del Chardonnet (C.6.d)

  - Cadena del Tour (C.7)
    - Grupo del Tour (C.7.a)
    - Cadena de las Aiguilles Dorées (C.7.b)
    - Grupo del Portalet (C.7.c)

  - Macizo del Trient (C.8)
    - Grupo Orny-Arpette-Génépi (C.8.a)
    - Costiera de la Arpille (C.8.b)
    - Costiera del Catogne (C.8.c)

Otras subdivisiones individualizan dos áreas principales: la parte meridional y la parte septentrional divididas por el colle del Gigante. 
Grupo de cimas que componen la parte meridional:
- Glaciers-Trèlatète
- Grupo Bionnassay-Gouter
- Mont Blanc
- Brouillard-Innominata
- Peuterey
- Maudit-Tour Ronde
- Grupo del Mont Blanc du Tacul
- Midì-Plan -Aiguilles de Chamonix

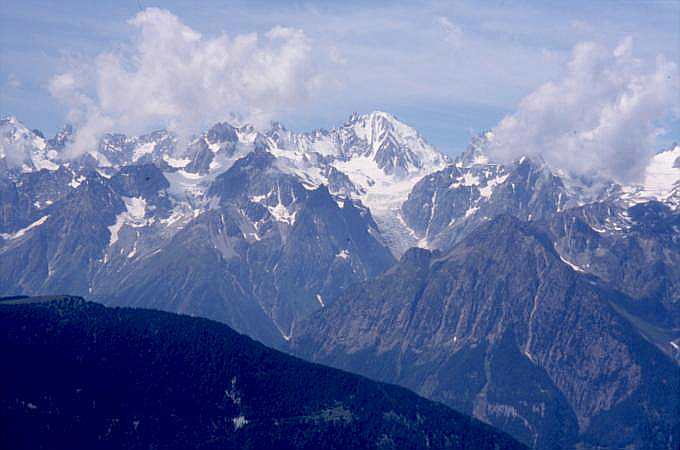
Aiguille de Argentière.

Grupos de cimas que componen la parte septentrional:

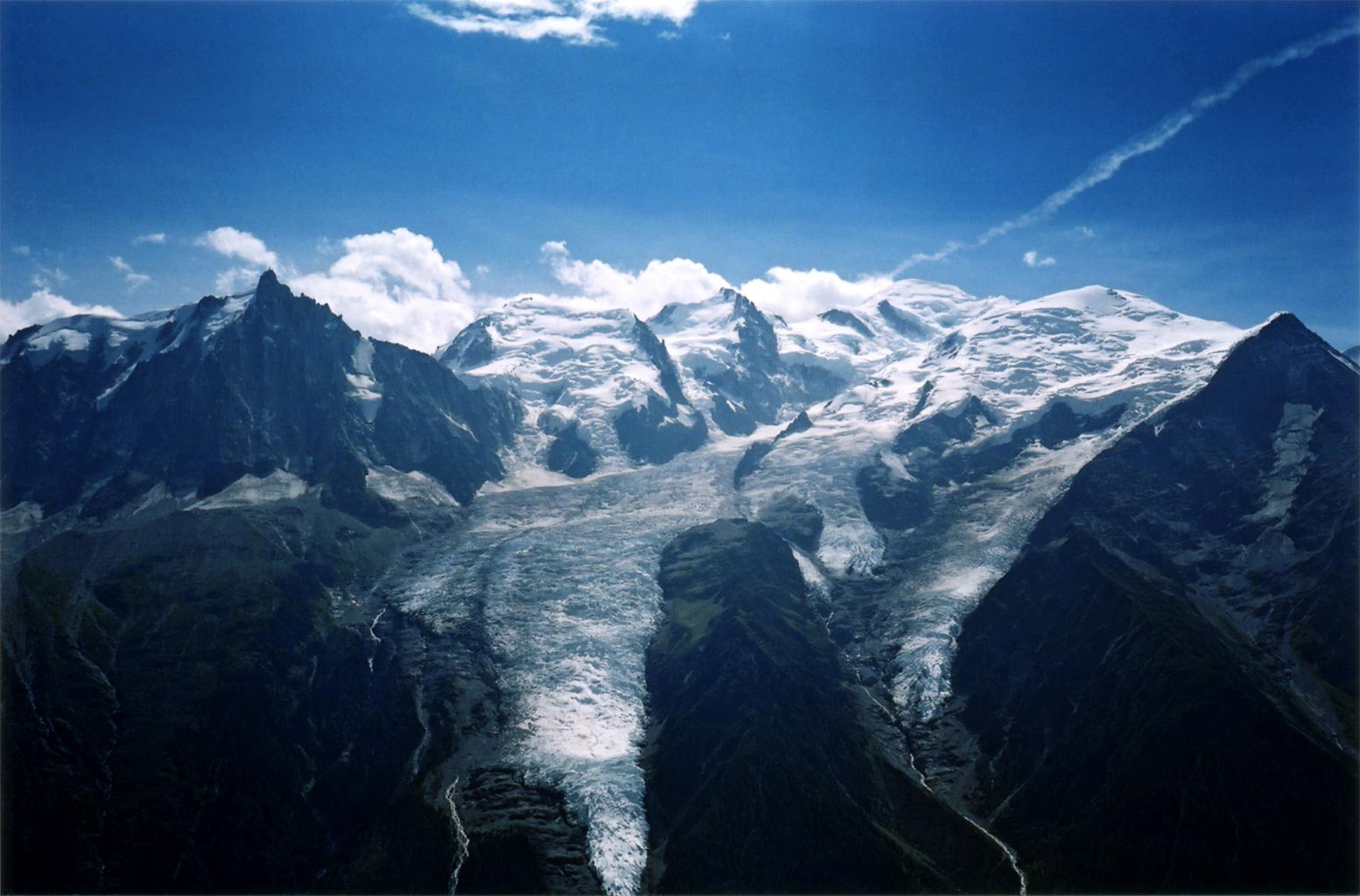
Macizo del Mont Blanc.

- Gigante-Rochefort
- Jorasses
- Leschaux-Talèfre
- Triolet-Mont Dolent
- Cadena de la Aiguille Verte
- Tour Noir-Argentiere
- Chardonnet-Tour

## Los4000más importantes de la cadena
| 1  | 4807 m                | Mont Blanc                          |  |
| 2  | 4765 m                | Mont Blanc de Courmayeur            |  |
| 3  | 4470 m                | Picco Luigi Amedeo                  |  |
| 4  | 4468 m (I) - 4465 (F) | Mont Maudit                         |  |
| 5  | 4306 m (I) - 4304 (F) | Dôme du Goûter                      |  |
| 6  | 4248 m                | Mont Blanc du Tacul                 |  |
| 7  | 4243 m                | Grand Pilier d'Angle                |  |
| 8  | 4208 m (F) - 4206 (I) | Punta Walker (Grandes Jorasses)     |  |
| 9  | 4184 m (F) - 4180 (I) | Punta Whymper (Grandes Jorasses)    |  |
| 10 | 4122 m                | Aiguille Verte                      |  |
| 11 | 4114 m                | L'Isolée                            |  |
| 12 | 4114 m                | Aiguille Blanche de Peutérey        |  |
| 13 | 4110 m (F) - 4108 (I) | Punta Croz (Grandes Jorasses)       |  |
| 14 | 4109 m                | Pointe Carmen                       |  |
| 15 | 4102 m                | Grande Rocheuse                     |  |
| 16 | 4097 m                | Pointe Médiane                      |  |
| 17 | 4074 m                | Pointe Chaubert                     |  |
| 18 | 4068 m                | Mont Brouillard                     |  |
| 19 | 4065 m                | Punta Margherita (Grandes Jorasses) |  |
| 20 | 4064 m                | Corne du Diable                     |  |
| 21 | 4052 m                | Aiguille de Bionnassay              |  |
| 22 | 4045 m (F) - 4042 (I) | Punta Elena (Grandes Jorasses)      |  |
| 23 | 4035 m                | Aiguille du Jardin                  |  |
| 24 | 4015 m                | Dôme de Rochefort                   |  |
| 25 | 4014 m (I) - 4013 (F) | Dente del Gigante/Dent du Géant     |  |
| 26 | 4006 m                | Punta Baretti                       |  |
| 27 | 4001 m                | Aiguille de Rochefort               |  |
| 28 | 4000 m                | Les Droites                         |  |

## Los glaciares de la cadena
Sobre las laderas de los Alpes del Mont Blanc se cuentan más de cien glaciares que ocupan en conjunto una superficie de cerca de 177 km². Los principales glaciares de la vertiente italiana son (partiendo del valle Veny y llegando al límite del valle Ferret:
- Glaciar de Estellette
- Glaciar de la Lex Blanche
- Glaciar de Miage
  - Glaciar de Bionnassay
  - Glaciar del Dôme
  - Glaciar del Mont Blanc
- Glaciar del Brouillard
- Glaciar de Freney
- Glaciar de la Brenva
- Glaciar de Plampincieux
- Glaciar de Frébouze
- Glaciar de Triolet
- Glaciar de Pré de Bar

Los principales glaciares de la vertiente francesa son (de oeste a este):
- Glaciar de Bionnassay
- Glaciar de Taconnaz
- Glaciar de los Bossons
- Mer de Glace
  - Glaciar del Tacul
    - La Vallée Blanche
    - Glaciar del Gigante

  - Glaciar de Leschaux
  - Glaciar de Talèfre
- Glaciar de Argentiere
- Glaciar del Tour

Los principales glaciares de la vertiente suiza son:
- Glaciar del Trient
- Glaciar del Dolent

## Geología de los Alpes del Mont Blanc

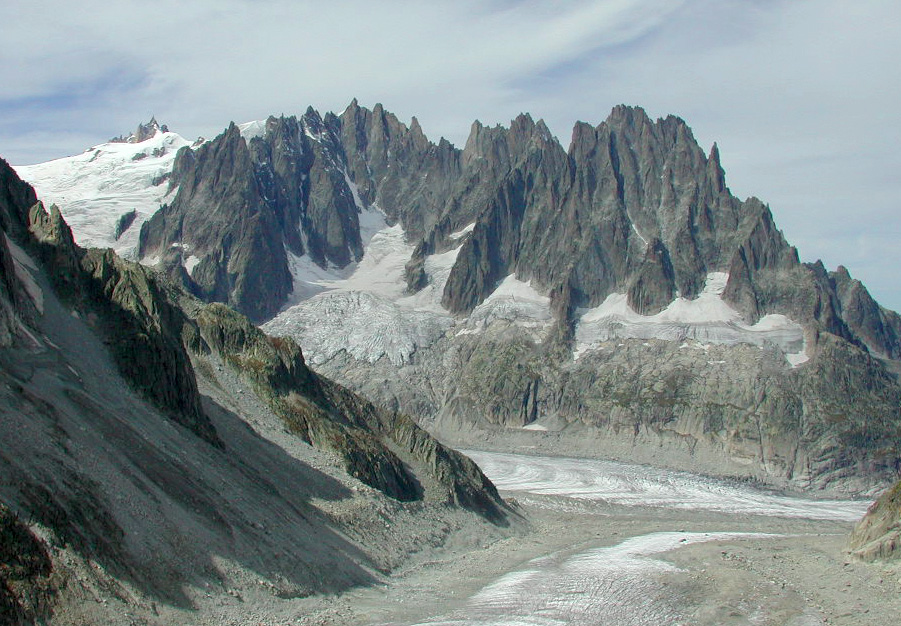
Las Agujas de Chamonix.

El sistema montañoso de los Alpes se formó durante la era terciaria, gracias a la elevación de la placa tectónica africana y la asiática, a través de un proceso de sobreelevación vertical, hace cerca de diez millones de años. Actualmente, los sistemas de medición muy precisos evidencian que el proceso de sobreelevación de los Alpes prosigue aún hoy y supera los efectos de la erosión natural.
En los Alpes occidentales, el centro orográfico está constituido por los macizos cristalinos externos, es decir, del Mont Blanc y de las Aiguilles Rouges, generados por la elevación de los suelos profundos.
Al sudeste del Mont Blanc, en el Valle de Aosta, se pueden observar otras rocas sedimentarias, o sea, la antigua cobertura del macizo del Mont Blanc y del Gran Paradiso.
Las rocas más frecuentes son:
- Los granitos, que se encuentran fácilmente en las zonas centrales del macizo y son reconocibles por las formaciones apuntadas del relieve. Son rocas durísimas, pero su dureza no impide los efectos de la erosión, especialmente la causada por los glaciares.

- Las rocas metamórficas, constituidas por rocas que oponen una resistencia menor a la erosión y presentan formas más alargadas respecto a las de los granitos.

- Las rocas sedimentarias, que se dividen en dos grupos: 
  - las rocas básicas, como los calcoesquistos, las dolomías y las rocas calizas;
  - las rocas ácidas, como el gres, los esquistos arcillosos y las cuarcitas.

## Clima
El clima que caracteriza la cadena es semicontinental, con vientos húmedos originados en el Atlántico y que proceden generalmente del oeste. Alcanzando las crestas y las cimas de alta cota o a lo largo de las cabezas de los valles, tienden generalmente a refrescarse, creando condiciones muy favorables a fuertes precipitaciones, y las tempestades de nieve y de viento son muy frecuentes. 
El tiempo puede cambiar bruscamente y puede ser muy peligroso el no estar preparado en el medio de los glaciares. Ninguna escalada está aconsejada si no son seguras las condiciones meteorológicas: el mal tiempo del macizo del Mont Blanc puede ser el fatal

## Turismo
En torno a la cadena se ha preparado una vuelta excursionista para poder admirar el macizo desde sus diversas pendientes.

### Refugios
Para facilitar el excursionismo y el ascenso a las diversas cimas de la cadena, existen numerosos refugios y vivacs:
- Refugios y vivacs italianos
  - Refugio Quintino Sella - 3.363 m
  - Refugio Francesco Gonella - 3.071 m
  - Refugio Monzino - 2.590 m
  - Refugio Torino - 3.375 m
  - Refugio Cesare Dalmazzi en el Triolet - 2.590 m
  - Refugio Elena - 2.062
  - Refugio Gabriele Boccalatte y Mario Piolti - 2.803 m
  - Refugio Elisabetta - 2.195 m
  - Vivac "Borelli Lorenzo" - 2.325 m
  - Vivac Piero Craveri - 3.490 m
  - Vivac Giuseppe Lampugnani - 3.860 m
  - Vivac Gervasutti - 2.835 m
  - Vivac Corrado Alberico - Luigi Borgna - 3.674 m
- Refugios y vivacs franceses
  - Cabaña Vallot - (Observatorio Vallot) - 4.362 m
  - Refugio de los Grands Mulets - 3.051 m
  - Refugio de los Cosmiques - 3.613 m
  - Refugio del Goûter - 3.817 m
  - Refugio Alberto Primo - 2.706 m
  - Refugio de Tête Rousse - 3.167 m
- Refugios y vivacs suizos
  - Refugio del Trient - 3.170 m
  - Refugio de Saleina - 2.691 m